# Головчатка Литвинова
Головча́тка Литви́нова (лат. Cephalāria litvinōvii) — многолетнее травянистое растение; вид рода Головчатка (Cephalaria) семейства Жимолостные (Caprifoliaceae).
Вид назван в честь русского ботаника Дмитрия Ивановича Литвинова.

## Ботаническое описание

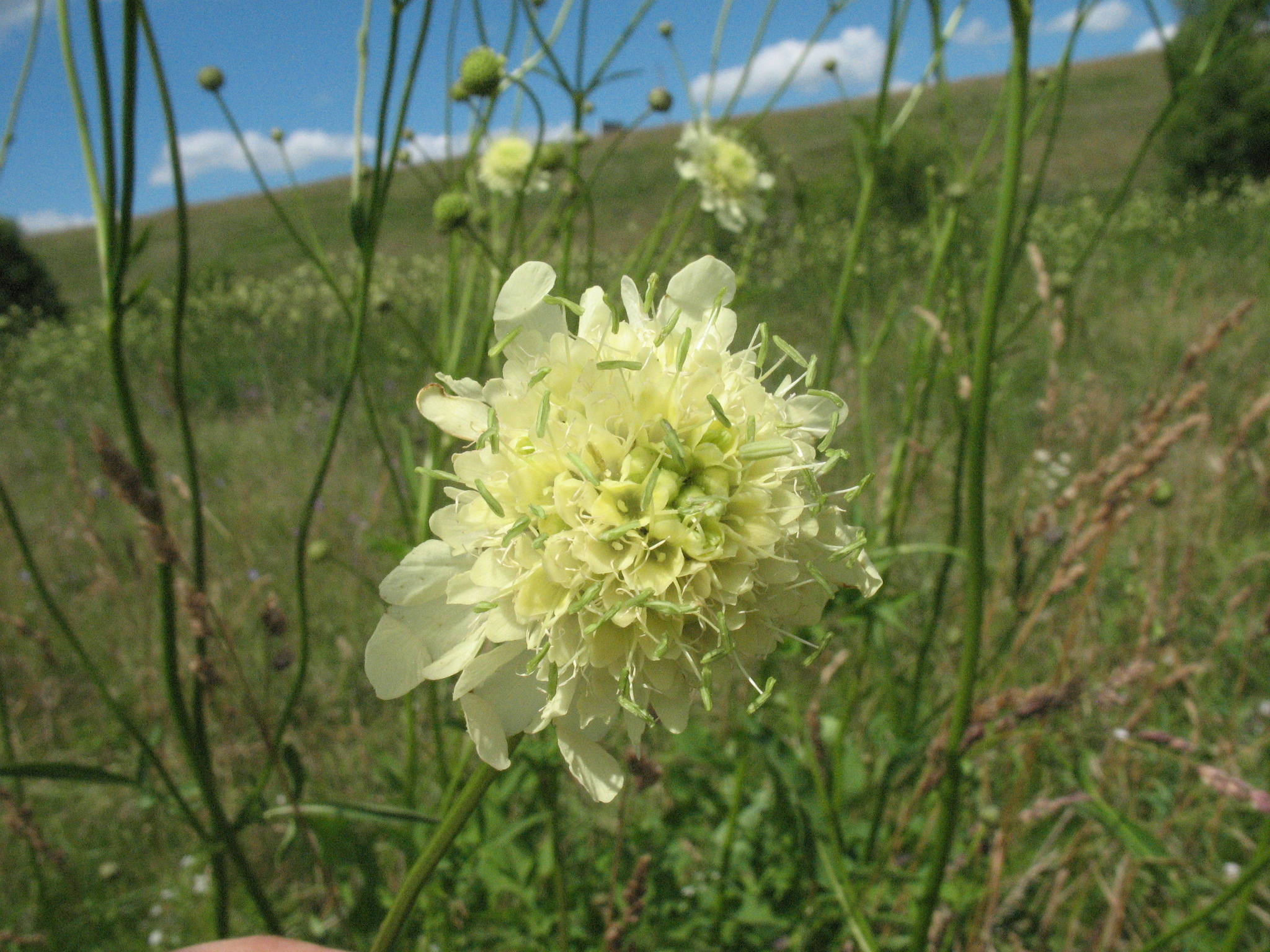
Соцветие

Гемикриптофит. Многолетнее травянистое растение до 2 м высотой.
Стебель один или несколько, прямостоячие, в верхней части супротивно разветвлённые. Листья крупные, перисто-рассечённые, доли листьев зубчатые, заострённые, большинство листьев собрано в основе стеблей, выше редеют и уменьшаются.
Цветки с четырёхлопастным жёлтым венчиком, серно-жёлтые, блестящие, внешне волосистые, собраны в шаровидные головки до 5 см в диаметре, наружные цветки резко отличаются по длине от внутренних, достигая 2 см. Соцветие шаровидно-яйцевидное. Листочки обёртки черепитчатые, черноватые. Цветёт в июле — августе.
Плод — четырёхгранная семянка. Плодоносит в сентябре — октябре. Размножается семенами и вегетативно.

## Распространение и местообитание
В России встречается на северо-западе Воронежской и крайнем юге Тамбовской области, а также в Пензенской, Ульяновской и Саратовской областях. Вид отмечался раньше на юго-востоке Белгородской области, но к настоящему времени там не сохранился. Вне России вид распространен на Украине в бассейне реки Красной, левого притока Северского Донца, в Луганской области.

## Охранный статус

### В России
В России вид входит в Красные книги Российской Федерации, а также таких регионов, как Белгородская, Воронежская и Пензенская области. Растёт на территории Хопёрского заповедника.

### На Украине
Входит в Красную книгу Украины.